# James Smith (montatore)
James Smith (Staten Island, 7 marzo 1892 – Rahway, 6 ottobre 1951) è stato un montatore statunitense che lavorò negli anni dieci in numerosi film di David W. Griffith insieme alla moglie Rose Smith.

## Biografia
Essenzialmente montatore, il suo nome appare nel cast di due film come attore. Il primo è il serial dell'Edison What Happened to Mary? del 1912; il secondo è uno dei capolavori di Griffith, Le due orfanelle, del 1921, dove ha una piccola parte come danzatore.
La sua carriera di montatore per il cinema inizia nel 1909 e dura fino alla fine degli anni quaranta. Muore il 6 ottobre 1951, nel New Jersey.

## Filmografia

### Montatore
- A Corner in Wheat, regia di David W. Griffith (1909)
- Giuditta di Betulla (Judith of Bethulia), regia di David W. Griffith (1914)
- Donna che ama (The Battle of the Sexes), regia di David W. Griffith (1914)
- Amore di madre o Home, Sweet Home, regia di D.W. Griffith (1914)
- The Escape, regia di David W. Griffith (1914)
- Ragnatela (The Avenging Conscience: or 'Thou Shalt Not Kill'), regia di David W. Griffith  (1914)
- La nascita di una nazione (Birth of a Nation), regia di David W. Griffith (1915)
- Intolerance: Love's Struggle Throughout the Ages, regia di David W. Griffith (1916)
- Cuori del mondo (Hearts of the World), regia di David W. Griffith (1918)
- The Great Love, regia di David W. Griffith (1918)
- La fanciulla che cerca amore (The Greatest Thing in Life), regia di David W. Griffith (1918)
- Il romanzo della Valle Felice (A Romance of Happy Valley), regia di David W. Griffith (1919)
- Le vestali dell'amore (The Girl Who Stayed at Home), regia di David W. Griffith (1919)
- Giglio infranto (Broken Blossoms), regia di David W. Griffith  (1919)
- Amore sulle labbra (True Heart Susie), regia di David W. Griffith (1919)
- Per la figlia (Scarlet Days), regia di David W. Griffith (1919)
- The Greatest Question, regia di David W. Griffith (1919)
- L'idolo danzante (The Idol Dancer), regia di David W. Griffith (1920)
- Il fiore dell'isola (The Love Flower), regia di David W. Griffith (1920)
- Agonia sui ghiacci (Way Down East), regia di David W. Griffith (1920)
- Amore d'altri tempi (Dream Street), regia di David W. Griffith (1921)
- Orphans of the Storm, regia di David W. Griffith (1921)
- America, regia di David W. Griffith (1924)
- Zingaresca (Sally of the Sawdust), regia di David W. Griffith (1925)
- L'uragano (That Royle Girl), regia di David W. Griffith (1925)
- L'angoscia di Satana (The Sorrows of Satan), regia di David W. Griffith (1926)
- La legge dell'amore (Drums of Love), regia di David W. Griffith (1928)
- La battaglia dei sessi (The Battle of the Sexes), regia di David W. Griffith (1928)
- La canzone del cuore (Lady of the Pavements), regia di David W. Griffith (1929)
- Notte romantica (One Romantic Night), regia di Paul L. Stein (1930)
- The Great Victor Herbert, regia di Andrew L. Stone (1939)

### Attore
- Le due orfanelle (Orphans of the Storm), regia di David W. Griffith (1921)